# Goričica (Sveti Ivan Zelina)
Goričica is een plaats in de gemeente Sveti Ivan Zelina in de Kroatische provincie Zagreb. De plaats telt 323 inwoners (2001).